# From the Choirgirl Hotel
From the Choirgirl Hotel – czwarty solowy album studyjny amerykańskiej piosenkarki i kompozytorki, Tori Amos. Ukazał się 4 maja 1998 roku w Wielkiej Brytanii, a dzień później w Stanach Zjednoczonych.
Płyta nagrywana była w Martian Engineering Studios – przerobionej na studio nagraniowe stodole nowego domu Amos w Kornwalii. Stylistycznie album odchodzi od poprzednich dokonań artystki, zamiast fortepianu na pierwszy plan wysuwa się brzmienie zespołu. W aranżacjach Amos wykorzystała także elementy muzyki dance, electroniki, a nawet jazzu.
Płyta osiągnęła szóste miejsce na liście przebojów w Wielkiej Brytanii i piąte w Stanach Zjednoczonych. W pierwszym tygodniu sprzedano 156 500 egzemplarzy. Album został dobrze przyjęty zarówno przez krytyków jak i słuchaczy, znalazł się na liście albumów roku magazynu "Q". Sama Amos wymienia go jako jej ulubiony album. 
W 1999 album otrzymał dwie nominacje do nagród Grammy: Alternative Music Performance i Female Rock Vocal Performance za "Raspberry Swirl".

## Lista utworów
(wszystkie piosenki autorstwa Tori Amos)
1. "Spark" – 4:13
2. "Cruel" – 4:07
3. "Black-Dove (January)" – 4:38
4. "Raspberry Swirl" – 3:58
5. "Jackie's Strength" – 4:26
6. "i i e e e" – 4:07
7. "Liquid Diamonds" – 6:21
8. "She's Your Cocaine" – 3:42
9. "Northern Lad" – 4:19
10. "Hotel" – 5:19
11. "Playboy Mommy" – 4:08
12. "Pandora's Aquarium" – 4:45

## Single
1. "Spark" – kwiecień 1998
2. "Raspberry Swirl" – sierpień 1998
3. "Jackie's Strength" – wrzesień 1998
4. "Cruel" / "Raspberry Swirl" – listopad 1998
5. "Jackie's Strength" (remiksy) – luty 1999

## Wideografia
- "Spark" – James Brown, 1998
- "Raspberry Swirl" – Barnaby & Scott, 1998
- "Jackie's Strength" – James Brown, 1998, czarno-biały
- "Jackie's Strength (Wedding Cake Mix)" – James Brown, 1998, wersja poszerzona o dodatkowe zdjęcia

## Twórcy
- Tori Amos – śpiew, fortepian, Kurzweil
- Matt Chamberlain – bębny, perkusja, wibrafon
- Justin Meldal-Johnsen – gitara basowa
- Steve Caton – gitara akustyczna, gitara elektryczna, mandolina
- Andy Gray – programowanie
- George Porter Jr. – gitara basowa
- Stewart Boyle – gitara elektryczna
- Willy Porter – gitary
- Al Perkins – elektryczna gitara hawajska
- John Philip Shenale – aranżacja instrumentów smyczkowych
- David Firman – dyrygent
- The Sinfonia of London – instrumenty smyczkowe